# Brenesiella erythroxyli
Brenesiella erythroxyli är en svampart som beskrevs av Syd. 1929. Brenesiella erythroxyli ingår i släktet Brenesiella, divisionen sporsäcksvampar och riket svampar.   Inga underarter finns listade i Catalogue of Life.